# Ufton
Ufton – wieś w Anglii, w hrabstwie Warwickshire. Leży 12 km na wschód od miasta Warwick i 122 km na północny zachód od Londynu.